# Иваньков (Гомельский район)
Иваньков (бел. Іва́нькаў) — посёлок в Тереничском сельсовете Гомельского района Гомельской области Республики Беларусь.
Кругом лес.

## География

### Расположение
В 20 км на запад от Гомеля, 7 км от железнодорожной станции Прибор (на линии Калинковичи — Гомель).

## Транспортная сеть
Транспортные связи по просёлочной, затем автомобильной дороге Жлобин — Гомель. Застройка деревянная усадебного типа.

## История
Основан в начале XX века переселенцами из соседних деревень. В 1909 году хутор, 213 десятин земли, в Телешевской волости Гомельского уезда Могилёвской губернии. В 1926 году работали отделение связи, школа, в Задоровском сельсовете Уваровичского района Гомельского округа. В 1931 году жители вступили в колхоз. Во время Великой Отечественной войны в сентябри 1943 года немецкие оккупанты полностью сожгли посёлок и убили 8 жителей. 6 жителей погибли на фронте. В 1959 году в составе колхоза «Красная площадь» (центр — деревня Телеши).
До 1 августа 2008 года в составе Телешевского сельсовета.

## Население

### Численность
- 2004 год — 2 хозяйства, 2 жителя.

### Динамика
- 1909 год — 4 двора, 18 жителей.
- 1926 год — 27 дворов, 160 жителей.
- 1940 год — 32 двора
- 1959 год — 57 жителей (согласно переписи).
- 2004 год — 2 хозяйства, 2 жителя.

## Достопримечательность
- Памятный знак в честь погибших земляков (Надпись: 19 сентября 1943 года немецкие карательные войска сожгли дотла ...). Установлен в мае 2021 года.